# Caradon
Caradon (korn. Karadon) – istniejący w latach 1974-2009 dystrykt w Anglii, w hrabstwie Kornwalia. Centrum administracyjnym było Liskeard.
Liczba ludności dystryktu wynosi 83 000 osób a gęstość zaludnienia – 125 osób na km². Caradon było drugim najsłabiej zaludnionym dystryktem hrabstwa Kornwalia, po North Cornwall.
Od kwietnia roku 2009 Kornwalia uzyskała status unitary authority, co oznacza, że zniknął podział na dystrykty i wszystkie funkcje przejął scentralizowany ośrodek w Truro a dystrykt został zlikwidowany.

## Miasta dystryktu
- Liskeard
- Looe
- Callington
- Saltash
- Torpoint